# Anna Dovara
Anna Dovara (da Duera o di Dovara) (Isola Dovarese, XIV secolo – Mantova, 1354 circa) è stata una nobile italiana.

## Biografia

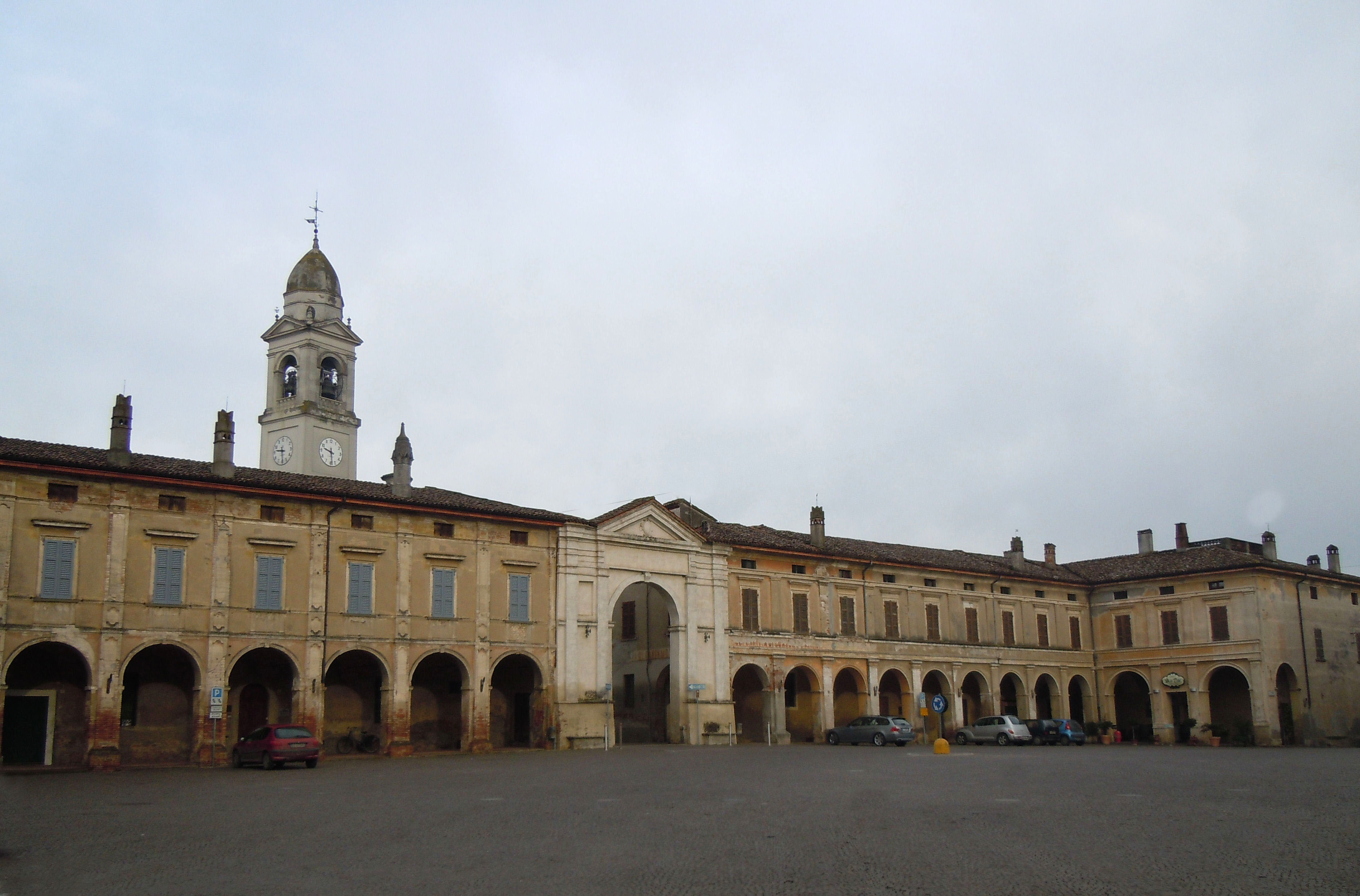
Isola Dovarese, piazza Matteotti

Era una ricca feudataria di Isola Dovarese, figlia di Nicolò da Dovara, discendente di Buoso Dovara, signore di Soncino e poi di Cremona nel XIII secolo.
Nel 1322 sposò Filippino Gonzaga, figlio di Ludovico I Gonzaga primo capitano del popolo di Mantova  con un matrimonio sfarzosissimo e portò in dote i ricchi possedimenti di Isola Dovarese. Con questo matrimonio il Gonzaga iniziò il controllo delle terre cremonesi che comprendevano Isola Dovarese, Pomponesco, Correggioverde, Fossa Caprara, Vescovato, Sabbioneta, Commessaggio, Viadana e Cicognara, Rivarolo e San Giovanni in Croce.
Il nome di Anna di Dovara è al centro di un dramma lirico in tre atti composto dal musicista bergamasco  Giuseppe Zelioli (1880-1949) e rappresentato per la prima volta a Milano.

## Discendenza
Anna e Filippino ebbero due figlie:
- Gigliola (Egidiola) (1325-1375), sposa di Matteo II Visconti
- Elisabetta (1348 ca.-1383), sposa di Rodolfo IV d'Asburgo-Laufenburg